# Le Tour du monde en quatre-vingts jours (série télévisée d'animation)
Pour les articles homonymes, voir Le Tour du monde en quatre-vingts jours (homonymie).
Willy Fog 2
Le Tour du monde en quatre-vingts jours (アニメ80日間世界一周, Anime Hachijū Nichikan Sekai Isshū, Animé : Autour du monde en 80 jours; La Vuelta al Mundo de Willy Fog, Le Tour du Monde de Willy Fog) est une série télévisée d'animation nippo-espagnole en 26 épisodes de 24 minutes, créée en 1983 par Claudio Biern Boyd d'après le roman du même nom de Jules Verne, et diffusée du 8 janvier au 15 juillet 1984 sur TVE 1.
En France, la série a été diffusée à partir du 12 septembre 1984 sur Antenne 2 dans l'émission Récré A2 et rediffusée en 2005 et en 2007 sur France 5 dans l'émission Midi les Zouzous. En novembre 2008 sur Gulli. Et au Québec à partir du 15 septembre 1985 sur TVJQ. La série a aussi été diffusée sur Télé Monte-Carlo en 1984 dans l'émission Télé Monte Cartoon.
Depuis le 23 juillet 2013, l'anime est diffusé sur YouTube sur la chaine BRB France.

## Synopsis
Cette série raconte les aventures du gentleman anglais Phileas Fogg qui fait le pari d'effectuer le tour du monde en quatre-vingts jours. Il part de Londres accompagné de son majordome Passepartout et du petit Tico. Mais il ne savent pas que l'inspecteur Fix, son acolyte Buly et Transfert sont à leurs trousses…

## Personnages
- Phileas Fogg (ウィリー・フォグ, Uirī Fogu?) :
- Jean Passepartout (リゴドン, Rigodon?) :
- Tico (チコ, Chiko?) :
- Romi (ロミー姫, Romī-hime?) :
- John Sullivan (ジョン・サリバン頭取, Jon Sariban-tōdori?) :
- Transfer (トランスファー, Toransufā?) :
- Fix (ディスク刑事, Disuku-keiji?) :
- Bully (ブーリー助手, Būrī-keiji?) :
- Rowan (ローアン警視, Rōan-keishi?) :
- Ralph (ラルフ記者, Rarufu-kisha?) :

## Distribution

### Voix originales
- Banjō Ginga : Phileas Fogg
- Kei Tomiyama : Jean Passepartout
- Masako Nozawa : Tico
- Miki Takahashi : Romi

### Voix françaises
- Bernard Tiphaine : Phileas Fogg
- Patrick Préjean : Jean Passepartout
- Gérard Hernandez : Tico, Bully
- Céline Monsarrat : Romi
- Jacques Marin : Fix
- Serge Lhorca : Transfert
- Pierre Trabaud : Général Corne
- Maurice Sarfati : John Sullivan
- Claude Dasset : voix off des titres

Voix additionnelles : 
- Jane Val
- Albert Augier
- Jacques Torrens
- Georges Atlas

Générique français chanté par Michel Barouille.

## Épisodes
1. Le pari (フォグ氏賭に挑戦の巻, Fogu-shi kake ni chōsen no kan?)
2. Le départ (さらばロンドンよの巻, Saraba Rondon yo no kan?)
3. Un voyage plein d'imprévus (花のパリは大騒動の巻, Hana no Pari wa ōsōdō no kan?)
4. Le passeport volé (エジプト遺跡冒険の巻, Ejiputo-iseki bōken no kan?)
5. Le fantôme (フォグ氏二人登場の巻, Fogu-shi futari tōjō no kan?)
6. L'incident dans la pagode (ボンベイさんざんの巻, Bonbei sanzan no kan?)
7. L'express de Calcutta (線路は、ここまでの巻, Senro wa, koko made no kan?)
8. La jungle (ジャングル象旅行の巻, Janguru-zō ryokō no kan?)
9. Au secours de la princesse (ロミー姫救出作戦の巻, Romī-hime kyūshutsu sakusen no kan?)
10. Un cadeau inattendu (象代金は千ポンドの巻, Zō daikin wa sen pondo no kan?)
11. Le chapeau melon (裁判はカルカッタの巻, Saiban wa Karukatta no kan?)
12. Tempête en mer de Chine (愛のシンガポールの巻, Ai no Shingapōru no kan?)
13. Le piège (ホンコン罠また罠の巻, Honkon wana mata wana no kan?)
14. Direction Yokohama (海賊船長いい船長の巻, Kaizokusen nagaī senchō no kan?)
15. Le cirque (横浜大サーカス!の巻, Yokohama dai sākasu! no kan?)
16. Fête à Hawaii (ハワイアン大感動の巻, Hawaian dai kandō no kan?)
17. Voyage en ballon (メキシコ気球脱出の巻, Mekishiko kikyū dasshutsu no kan?)
18. Le chemin de fer du Pacifique (フォグ対ガンマンの巻, Fogu tai ganman no kan?)
19. Les buffles (列車橋を飛び越すの巻, Ressha-hashi wo tobikosu no kan?)
20. Une décision risquée (インデアン大襲撃の巻, Indean dai shūgeki no kan?)
21. Un train très spécial (駅馬車東部へ進むの巻, Ekibasha tōbu he susumu no kan?)
22. Le traîneau (渡れナイヤガラの滝, Watare Naiyagara no taki?)
23. Destination New York (大西洋に乗り出すの巻, Taiseiyō ni noridasu no kan?)
24. Mutinerie en pleine mer (ついに船を燃やすの巻, Tsui ni fune wo moyasu no kan?)
25. L'arrestation (フォグ氏逮捕さるの巻, Fogu-shi taiho saru no kan?)
26. La décision finale (フォグ氏大逆転の巻, Fogu-shi dai gyakuten no kan?)

## Commentaires
- Produite par BRB Internacional et Nippon Animation, en association avec Radiotelevisión Española (RTVE) et TV Asahi, la série a la particularité de représenter les personnages par des animaux anthropomorphes. Ainsi, Phileas Fogg est un lion, Passepartout, un chat, Tico, une souris, Fix et Bully, des chiens, Transfert et Sullivan, des loups, Romy, une panthère, et Lord Guinness, une chèvre. BRB Internacional et Nippon Animation avaient fait de même avec la série Les Trois Mousquetaires (1981-1982).
- Dans les versions espagnole et japonaise, Phileas Fogg est appelé Willy Fogg. La France fut le seul pays à conserver le nom indiqué dans le roman.
- En 1994, sort une nouvelle série, suite direct, nommé simplement Willy Fog 2. La série est mise en ligne sur la chaîne Youtube française de BRB, en 2019. Même si la série est aussi titré Willy Fog 2 en français (Willy au lieu de Phileas et un seul g à Fog) et que le personnage est nommé comme ça dans la chanson, dans la même du générique de la même langue, son prénom reste Phileas dans les épisodes.